# Richard Clam-Martinic
Richard Maria Karel hrabě z Clam-Martinic (12. března 1832, Svätý Jur nebo Vídeň nebo Smečno – 15. listopadu 1891, Smečno) byl rakouský a český šlechtic z rodu Clam-Martiniců. Působil jako politik, ve 2. polovině 19. století byl poslancem rakouské Říšské rady.

## Biografie

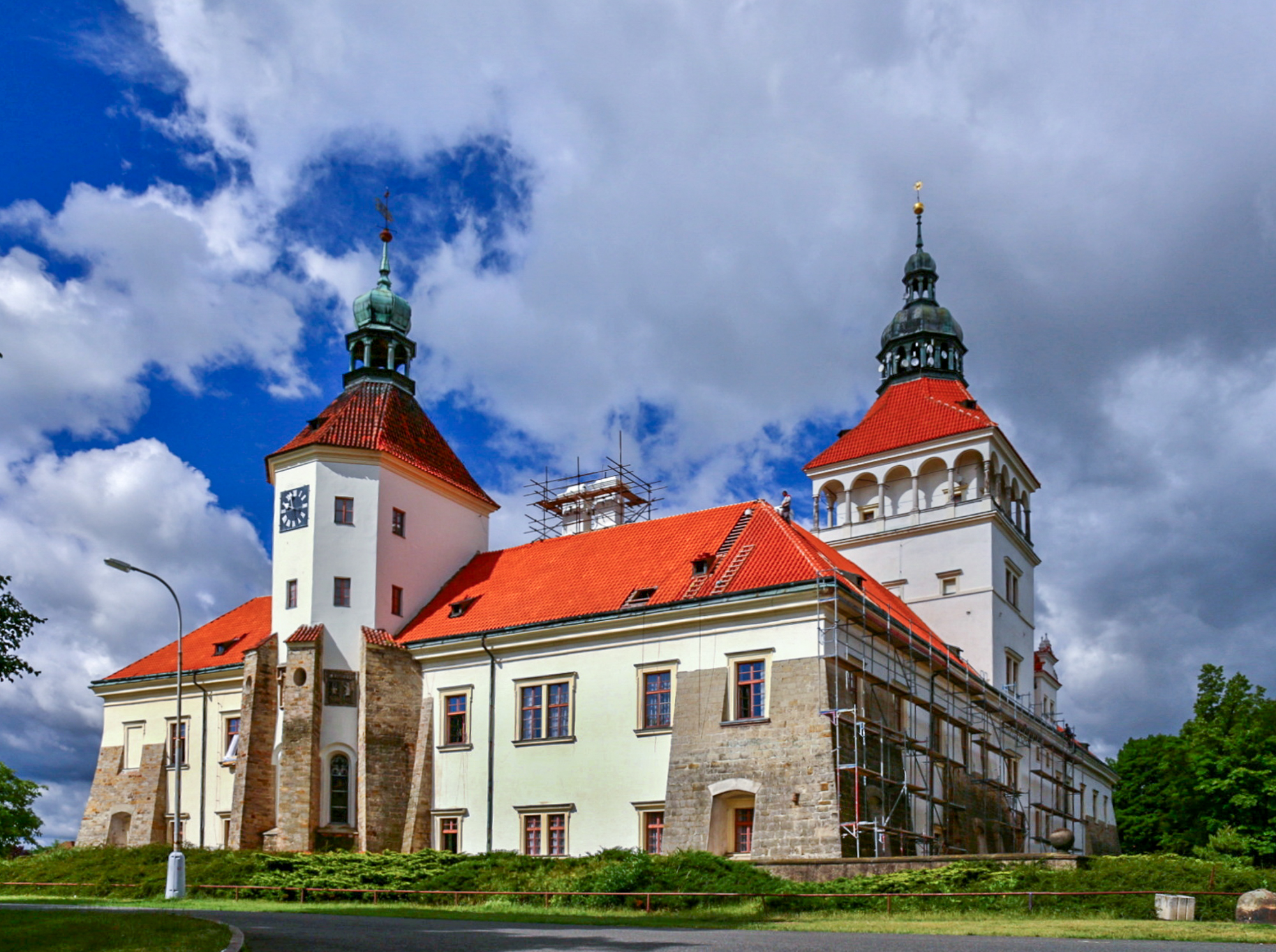
Zámek Smečno, hlavní rodové sídlo

Narodil se jako syn generála a diplomata Karla Jana z Clam-Martinic a jeho manželky Karolíny Seliny z Meade-Guilfortu (v Rakousku chybně nazývána „Lady Guilford“; dcera irského šlechtice Richarda, 2. hraběte z Clanwilliamu)..
Sloužil v rakouské císařské armádě. Roku 1856 nastoupil jako rytimistr k 2. husarskému pluku velkoknížete Mikuláše. Potom byl povolán jako adjutant k císařskému dvoru. 14. dubna 1860 byl povýšen na majora. V roce 1861 byl přidělen k 1. kyrysnickému regimentu. 13. srpna 1863 byl povýšen na nadporučíka. Roku 1865 odešel z armády v hodnosti plukovníka.
Spravoval statky Rtišovice a Smečno. V Horních Rakousích mu patřila panství Klam, Arbing a Außernstein. Od roku 1859 měl titul komořího, v roce 1891 získal Řád zlatého rouna. 5. června 1884 získal titul tajného rady.
Byl veřejně a politicky činný. V zemských volbách v lednu 1867 se stal poslancem Českého zemského sněmu. Reprezentoval velkostatkářskou kurii, nesvěřenecké velkostatky. Na sněm se vrátil v zemských volbách v roce 1870. A pak znovu až ve volbách v roce 1883. Mandát obhájil ve volbách v roce 1889. Poslancem byl až do své smrti roku 1891. Zastupoval Stranu konzervativního velkostatku, která byla federalisticky orientována a podporovala české státoprávní aspirace. Patřil mezi hlavní postavy české konzervativní šlechty. Do popředí se dostal zejména v roce 1887, kdy zemřel jeho bratr Jindřich Jaroslav Clam-Martinic, jenž od 60. let 19. století politicky vedl českou šlechtu.
Byl i poslancem Říšské rady (celostátního parlamentu Předlitavska), kam nastoupil ve volbách roku 1879 za kurii velkostatkářskou v Čechách. Mandát zde obhájil ve volbách roku 1885. Rezignaci oznámil na schůzi 24. října 1888. Od roku 1883 zastával funkci místopředsedy sněmovny. Ve volebním období 1879–1885 se uvádí jako hrabě Richard Clam-Martinic, c. k. tajný rada, první místopředseda Poslanecké sněmovny Říšské rady a statkář, bytem Rtišovice. Politicky se po volbách v roce 1879 uvádí jako konzervativec.
Po volbách v roce 1879 se na Říšské radě připojil k Českému klubu (jednotné parlamentní zastoupení, do kterého se sdružili staročeši, mladočeši, česká konzervativní šlechta a moravští národní poslanci). Jako člen parlamentního Českého klubu se uvádí i po volbách v roce 1885. Po jistou dobu zastával funkci místopředsedy tohoto klubu.
Od 2. června 1889 byl doživotním členem Panské sněmovny (nevolená horní komora Říšské rady). V lednu 1890 patřil mezi přední české vyjednavače v rámci tzv. punktací (pokus o česko-německé vyrovnání v Čechách).
Zemřel v listopadu 1891 po krátké nemoci na následky zápalu plic.
Jeho synem byl Heinrich Clam-Martinic, který za první světové války krátce působil jako ministerský předseda Předlitavska.